# Nathalie Somers
Œuvres principales
- Trilogie Roslend (2017-2018)

Compléments
Site officiel:  https://nathaliesomers.wixsite.com/nathalie-somers
Nathalie Somers, née le 25 septembre 1966 à Saint-Étienne, est une auteure française de littérature jeunesse.

## Biographie
Après des études scientifiques à l'INSA de Lyon, Nathalie Somers a travaillé en tant qu'ingénieure pour le métro lyonnais. Par la suite, elle change de carrière pour devenir professeur des écoles. Elle a publié une soixantaine de romans et d’albums et de nombreux textes en presse jeunesse.
En 2009, elle commence par publier une série d'albums chez les éditions 400 coups dont l'héroïne Quenotte est petite souris. Au cours de ses aventures, Quenotte rencontre des personnages mythiques de l'enfance auxquels elle va porter secours (le père Noël, le marchand de sable...).
En 2011, elle publie Je me souviens encore, Rebecca... chez Nathan. Ce roman, qui relate la résistance pacifique du village du Chambon-sur-Lignon lors de la seconde guerre mondiale, fait partie de la sélection de la liste de l'éducation nationale.
En 2018, elle publie Le secret des O'Reilly aux éditions Didier jeunesse. Ce roman remporte le prix Chronos France et Chronos Suisse et est sélectionné au Prix des Incorruptibles.
En 2019, elle remporte le Grand Prix de l'Imaginaire catégorie roman jeunesse francophone pour sa trilogie fantastique Roslend se  déroulant lors de la seconde guerre mondiale .
En 2021, elle remporte le Prix Jeunesse Lire en Poche pour son roman Moqueuse .
En 2023, son roman L’herboriste de Hoteforais remporte le Prix des Incorruptibles pour la catégorie CM2/6e, une catégorie dans laquelle plus de 75000 élèves ont voté. L'univers de ce roman est le même  que celui de Roslend, mais se déroule au Moyen Âge et non lors de la seconde guerre mondiale.

## Œuvres
- Quenotte (série), Les 400 coups
  1. L'anniversaire du père Noël, octobre 2009
  2. L'escapade du bonhomme de neige, octobre 2010
  3. La disparition du marchand de sable, avril 2011
  4. Le Noël de Titours, octobre 2011
  5. La valse de l'épouvantail , septembre 2012
  6. Le problème de la cigogne, avril 2014
  7. Un amour de lutin, novembre 2015
- Je me souviens, Rebecca... Nathan, août 2011
- Deborah Prince (série), Fleurus
  1. Les Eaux troubles de Venise, septembre 2015
  2.  Attrape-moi si tu peux !, septembre 2016
- Roslend (trilogie), Didier jeunesse
  1. Roslend la bataille d’Angleterre, mars 2017
  2. Trisanglad la bataille de Stalingrad, novembre 2017
  3. SPRIA le débarquement, juin 2018
- Le secret des O’Reilly, Didier jeunesse, oct 2018
- Journal d’un amnésique, Didier jeunesse, mai 2019
- Mon cœur emmêlé, Didier jeunesse, août 2019
- La boutique extraordinaire de Nicodème (série), Bayard
  1.  Le tombeau de Pharaon, juin 2020
  2.  Sauvetage au Moyen Âge, janvier 2021
  3.  Inflitrés dans la cité interdite, janvier 2022
- L’herboriste de Hoteforais, (série), Didier jeunesse
  1. L’herboriste de Hoteforais, Didier jeunesse, septembre 2020
  2.  Le voyage de l’herboriste , Didier jeunesse, Janvier 2023
- Moqueuse Milan, 2020
- Des jumeaux à Versailles, (série), Didier jeunesse
  1.  Roi-Soleil, nous voilà !, avril 2021
  2. Vol chez la marquise, octobre 2021
  3. Le mystère du médaillon , février 2022
- Piège à Lyon, éditions d'Avallon, juin 2021
- Il faut sauver Molière, Didier jeunesse, janvier 2022
- L'héritage de Judith Blackwood, Didier jeunesse, Septembre 2023